# Midraš
Midraš (hebrejsko דרש, iskanje, raziskovanje) je metoda tolmačenja verskih besedil Biblije, primerjujoč te z drugimi verskimi teksti. Filozofija Midraša razlaga, da imata vsak stavek in vsaka beseda v Tori svojevrsten in edinstven pomen. Tehniko so razvili rabini v 1. do 2. stoletju.

## Razvoj
Začetniki Midraša so bili Farizeji v prvih stoletjih po Kristusu. Iskali so smisel besedil, v njih iskali razlago duha ter želeli besedila približati preprostim, neukim ljudem. Metoda je bila dopolnjena leta 80 v izraelski verski šoli Bet Midraš. V Sinagogi rabin po branju tedenskega odlomka verskega besedila tega obrazloži ter podkrepi s primerjavo iz vsakdanjega življenja. »Zato je midraš dvosmeren proces: navdihuje, a v istem obrazlaga« (Goldstein, str. 9).

## Knjižna zbirka
Glavni zbornik midraške književnosti je Midraš Raba oziroma Veliki Midraš. V njem se tolmačita nauk Tore in pet zvitkov (Megilot). Najstarejši del zbirke je nastal v 5. stoletju in se skozi kasnejša stoletja dopolnjeval. Sedanjo obliko je dosegel okoli leta 1100.
»Talmud in Midram sta glasnejša kot sto rabinov iz najrazličenjših obdobij in krajev, zaradi česar ponujata odprt proces diskusij o vseh vprašanjih življenja in vere.« (Kuschel, str. 82). »Vse do današnjih dni, so rabini sila ponosni, če uspejo v Tori najti nekaj novega, kar ni opazil še nihče pred njim.« (Goldstein, str. 9-10).